# Перетворення Гільберта

Перетворення Гільберта прямокутного сигналу.

У математиці та при обробці сигналів перетворення Гільберта — специфічний лінійний оператор, який функцію {\displaystyle u(t)} дійсної змінної відображає в іншу функцію дійсної змінної {\displaystyle H(u)(t)}.
Такий лінійний оператор визначається згорткою з функцією {\displaystyle {\dfrac {1}{\pi t}}} (див. нижче Означення).
Перетворення Гільберта має особливо просте представлення в частотній області:
воно визначає фазовий зсув на {\displaystyle \pm 90^{\circ }} ({\displaystyle {\dfrac {\pi }{2}}} радіан) для кожного частотного компоненту функції, при цьому знак зсуву залежить від знаку частоти (див. нижче  Зв'язок з перетвореннями Фур'є).
Перетворення Гільберта важливе для обробки сигналів, де воно є компонентою аналітичного представлення
дійснозначного сигналу  {\displaystyle u(t)}.
Перетворення Гільберта було вперше введено Давидом Гільбертом у такій постановці при розв'язанні частинного випадку задачі Рімана—Гільберта для аналітичних функцій.

## Означення
Перетворення Гільберта функції {\displaystyle u} можна розглядати як згортку функції {\displaystyle u(t)} з функцією {\displaystyle h(t)={\dfrac {1}{\pi t}}}, відомою як ядро Коші.
Оскільки функція {\displaystyle {\dfrac {1}{t}}} неінтегрована в околі {\displaystyle t=0}, то інтеграл, який визначає згортку, не завжди є збіжним.
Замість цього, перетворення Гільберта визначається з використанням головного значення інтеграла за Коші (яке позначається тут як {\displaystyle \operatorname {p.v.} }). У явному вигляді, перетворення Гільберта функції (чи сигналу) {\displaystyle u(t))} визначається як
{\displaystyle {\begin{aligned}\operatorname {H} (u)(t)={\frac {1}{\pi }}\operatorname {p.v.} \int _{-\infty }^{+\infty }{\frac {u(\tau )}{t-\tau }}\,{\rm {d}}\tau ,\end{aligned}}}
за умови, що цей інтеграл існує у сенсі головного значення.
Це і є в точності згортка функції {\displaystyle u} із помірним розподілом {\displaystyle \operatorname {p.v.} {\frac {1}{\pi m}}}.
Також, за допомогою заміни змінних, головне значення інтеграла за Коші можна записати явно як 
{\displaystyle {\begin{aligned}\operatorname {H} (u)(t)={-{\frac {1}{\pi }}}\lim _{\varepsilon \to 0}\int _{\varepsilon }^{\infty }{\frac {u(t+\tau )-u(t-\tau )}{\tau }}\,{\rm {d}}\tau .\end{aligned}}}
Якщо перетворення Гільберта послідовно двічі застосувати до функції {\displaystyle u}, то в результаті функція {\displaystyle u} змінює знак:
{\displaystyle {\begin{aligned}\operatorname {H} (\operatorname {H} (u))(t)=-u(t),\end{aligned}}}
за умови, що інтеграли в обох ітерації є збіжними у відповідному сенсі.
Зокрема, оберненим перетворенням є {\displaystyle -\operatorname {H} }.
Цей факт найлегше побачити, розглянувши дію перетворення Гільберта на перетворення Фур'є функції {\displaystyle u(t)} (див. нижче Зв'язок з перетворенням Фур'є).
Для аналітичної функції у верхній півплощині, перетворення Гільберта описує зв'язок між дійсною та уявною частинами граничних значень.
Тобто, якщо функція {\displaystyle f(z)} є аналітичною у верхній півплощині комплексної площини
{\displaystyle \{z\colon \operatorname {Im} \{z\}>0\}} і {\displaystyle u(t)=\operatorname {Re} \{f(t+0{\rm {i}})\})}, то {\displaystyle \operatorname {Im} \{f(t+0{\rm {i}})\}=\operatorname {H} (u)(t)}
з точністю до адитивної константи, за умови, що перетворення Гільберта існує.

## Позначення
У теорії обробки сигналів перетворення Гільберта функції {\displaystyle u(t)} зазвичай позначають як {\displaystyle {\hat {u}}(t)}. Проте в математиці це позначення вже широко використовують для перетворення Фур'є функції {\displaystyle u(t)}. Інколи для перетворення Гільберта використовують позначення {\displaystyle {\tilde {u}}(t)}. Крім того, багато джерел визначають перетворення Гільберта як від'ємне до одного з визначених тут.

## Історія
Перетворення Гільберта виникло у 1905 році в роботі Гільберта про проблему Рімана щодо аналітичних функцій, яка стала відома як задача Рімана—Гільберта.
Робота Гільберта в основному стосується перетворення Гільберта для функцій, що визначені на колі.
Деякі з його попередніх робіт, що пов'язані з дискретним перетворенням Гільберта, базуються на лекціях, які він читав в Геттінгені. Ці результати пізніше були опубліковані у дисертації  Германа Вейля.
Шур покращив результати Гільберта про дискретне перетворення Гільберта і розширив їх на інтегральний випадок. Ці результати були послаблені для просторів {\displaystyle L^{2}} та {\displaystyle l^{2}}.
В 1928 році Марсель Ріс довів, що перетворення Гільберта можна визначити для функції {\displaystyle u} у просторі {\displaystyle L^{p}(\mathbb {R} )} при {\displaystyle 1<p<\infty }. Ріс також довів, що перетворення Гільберта є
обмеженим оператором у просторі {\displaystyle L^{p}(\mathbb {R} )} при {\displaystyle 1<p<\infty )}, і, що аналогічні результати справедливі для перетворення Гільберта на колі, а також для дискретного перетворення Гільберта.
Перетворення Гільберта було мотиваційним прикладом для Антонія Зигмунда
та Альберта Кальдерона при дослідженні синулярних  інтегралів. Ці дослідження зіграли фундаментальну роль в сучасному гармонійному аналізі.
Різноманітні узагальнення перетворень Гільберта, такі як білінійне і трилінійне перетворення, і сьогодні залишаються активними областями досліджень.

## Зв'язок з перетворенням Фур'є
Перетворення Гільберта — це оператор множення. 
Множником оператора {\displaystyle \operatorname {H} } є {\displaystyle \sigma _{\rm {H}}=-{\rm {i}}\operatorname {sgn} (\omega )}, де {\displaystyle \operatorname {sgn} } — це функція знаку.
Отже,
{\displaystyle {\begin{aligned}{\mathcal {F}}(\operatorname {H} (u))(t)(\omega )=-{\rm {i}}\operatorname {sgn} (\omega )\cdot {\mathcal {F}}(u)(\omega ),\end{aligned}}}
де {\displaystyle {\mathcal {F}}} — перетворення Фур'є.Оскільки {\displaystyle \operatorname {sgn} (x)=\operatorname {sgn} (2\pi x)}, то цей результат можна використовувати для трьох загально відомих означень для перетворення Фур'є {\displaystyle {\mathcal {F}}}.
Згідно з формулою Ейлера
{\displaystyle -i\,\operatorname {sgn} (\omega )={\begin{cases}{\rm {i}}={\rm {e}}^{+{\frac {{\rm {i}}\pi }{2}}},&{\text{при}}\ \omega <0,\\0,&{\text{при}}\ \omega =0,\\-{\rm {i}}={\rm {e}}^{-{\frac {{\rm {i}}\pi }{2}}},&{\text{при}}\ \omega >0.\end{cases}}}
Таким чином, перетворення Гільберта {\displaystyle \operatorname {H} (u)(t)} має ефект зсуву фази для компонент з
від'ємною частотою функції {\displaystyle u(t)} на {\displaystyle 90^{\circ }} ({\displaystyle {\frac {\pi }{2}}})
і для компонент з додатною частотою — на {\displaystyle -90^{\circ }}, а {\displaystyle {\rm {i}}\operatorname {H} (u)(t)} має ефект відновлення компонент з додатною частотою при зсуві компонент з від'ємною частотою додатково на {\displaystyle +90^{\circ }}, що приводить у результаті до зміни знаку (тобто множення на {\displaystyle -1}). Якщо перетворення Гільберта застосовується двічі, то  фаза для компонент від'ємної та додатної частот функції {\displaystyle u(t)} відповідно зміщуються на {\displaystyle +180^{\circ }} та {\displaystyle -180^{\circ }}, які є еквівалентними сумами.Сигнал змінює знак, тобто {\displaystyle \operatorname {H} (\operatorname {H} (u))=-u}, оскільки
{\displaystyle {\begin{aligned}(\sigma _{\rm {H}}(\omega ))^{2}=e^{\pm {\rm {i}}\pi }=-1\quad {\text{для}}\quad \omega =0.\end{aligned}}}

## Таблиця деяких перетворень Гільберта
У наступній таблиці, параметр частоти {\displaystyle \omega } — є дійсним.
| Сигнал {\displaystyle u(t)\,}                              | Перетворення Гільберта {\displaystyle H(u)(t)\,} |
| ---------------------------------------------------------- | --- |
| {\displaystyle \sin(\omega t)}                             | {\displaystyle {\begin{array}{ll}\sin \left(\omega t-{\dfrac {\pi }{2}}\right),&\omega >0\\\sin \left(\omega t+{\dfrac {\pi }{2}}\right),&\omega <0\end{array}}}                                     |
| {\displaystyle \cos(\omega t)},                            | {\displaystyle {\begin{array}{ll}\cos \left(\omega t-{\dfrac {\pi }{2}}\right),&\omega >0\\\cos \left(\omega t+{\dfrac {\pi }{2}}\right),&\omega <0\end{array}}}                                     |
| {\displaystyle {\rm {e}}^{{\rm {i}}\omega t}}              | {\displaystyle {\begin{array}{ll}{\rm {e}}^{{\rm {i}}\left(\omega t-{\frac {\pi }{2}}\right)},&\omega >0\\{\rm {e}}^{{\rm {i}}\left(\omega t-{\frac {\pi }{2}}\right)},&\omega >0\end{array}}}       |
| {\displaystyle {\rm {e}}^{{-{\rm {i}}}\omega t}}           | {\displaystyle {\begin{array}{ll}{\rm {e}}^{{-{\rm {i}}}\left(\omega t-{\frac {\pi }{2}}\right)},&\omega >0\\{\rm {e}}^{{-{\rm {i}}}\left(\omega t-{\frac {\pi }{2}}\right)},&\omega >0\end{array}}} |
| {\displaystyle 1 \over t^{2}+1}                            | {\displaystyle t \over t^{2}+1} |
| Функція sinc {\displaystyle \sin(t) \over t}               | {\displaystyle 1-\cos(t) \over t} |
| Дельта-функція Дірака {\displaystyle \delta (t)\,}         | {\displaystyle {1 \over \pi t}} |
| Характеристична функція {\displaystyle \chi _{[a,b]}(x)\,} | {\displaystyle {\frac {1}{\pi }}\ln \left\vert {\frac {x-a}{x-b}}\right\vert \,} |

Примітки
1. ↑  Деякі автори (наприклад, Брейсвелл) використовують оператор {\displaystyle -\operatorname {H} }, як означення прямого перетворення. Звідси випливає, що у правому стовпчик цієї таблиці необхідно змінити знак.
2. 1 2  Перетворення Гільберта для функцій синуса та косинуса можна визначити, взявши головне значення інтеграла на нескінченності. Таке означення узгоджується з дистрибутивністю означення перетворення Гільберта.

Доступна  достатньо велика таблиця перетворень Гільберта.
Зауважимо, що перетворення Гільберта для константи дорівнює нулю

## Область визначення
Зовсім не очевидно, що перетворення Гільберта взагалі є добре визначеним, оскільки відповідний невласний інтеграл має збігатися у відповідному сенсі.
Проте перетворення Гільберта добре визначене для широкого класу функцій, а саме у просторі {\displaystyle L^{p}(\mathbb {R} )}, {\displaystyle 1<p<\infty }.
Точніше, якщо функція {\displaystyle u} з простору {\displaystyle L^{p}(\mathbb {R} )}, {\displaystyle 1<p<\infty }, тоді границя,
що визначає цей невласний інтеграл
{\displaystyle {\begin{aligned}\operatorname {H} (u)(t)={-{\frac {1}{\pi }}}\lim _{\varepsilon \to 0}\int _{\varepsilon }^{\infty }{\frac {u(t+\tau )-u(t-\tau )}{\tau }}\,{\rm {d}}\tau ,\end{aligned}}}
існує для майже всіх {\displaystyle t}.
Границя функції також існує в просторі {\displaystyle L^{p}(\mathbb {R} )} і фактично є границею в середньому для невласного інтеграла.
А саме
{\displaystyle {\begin{aligned}\operatorname {H} (u)(t)={-{\frac {1}{\pi }}}\lim _{\varepsilon \to 0}\int _{\varepsilon }^{\infty }{\frac {u(t+\tau )-u(t-\tau )}{\tau }}\,{\rm {d}}\tau \rightarrow \operatorname {H} (u)(t),\end{aligned}}}
у нормі {\displaystyle L^{p}} при {\displaystyle \varepsilon \rightarrow 0}. Збіжність є поточковою майже всюди за теоремою Тітчмарша.
У випадку {\displaystyle p=1} перетворення Гільберта все ще збігається поточково майже всюди, але саме по собі може бути неінтегровним, навіть локально. Зокрема, збіжність у середньому, у цьому випадку загалом негарантоване.
Перетворення Гільберта для функції з {\displaystyle L^{1}} є збіжним, але {\displaystyle L^{1}} — у слабкому сенсі, і перетворення Гільберта є обмеженим оператором з простору
{\displaystyle L^{1}} у простір {\displaystyle L^{1,w}}. (Зокрема, оскільки перетворення Гільберта також є оператором множення в просторі {\displaystyle L^{2}}, то інтерполяційна теорема Марцинкевича та аргумент дуальності надають альтернативне доведення того, що оператор {\displaystyle \operatorname {H} } є обмеженим у просторі {\displaystyle L^{p}}.)

## Властивості

### Обмеженість
Якщо {\displaystyle 1<p<\infty }, то перетворення Гільберта в просторі {\displaystyle L^{p}(\mathbb {R} )} є обмеженим лінійним оператором, тобто існує константа {\displaystyle C_{p}} така, що
{\displaystyle {\begin{aligned}\|\operatorname {H} u\|_{p}\leq C_{p}\|u\|_{p},\end{aligned}}}
для всіх {\displaystyle u\in L^{p}(\mathbb {R} )}.
Найкраще константа {\displaystyle C_{p}} визначається як 
{\displaystyle C_{p}={\begin{cases}\operatorname {tg} {\dfrac {\pi }{2p}},&{\text{якщо}}~1<p\leq 2,\\\operatorname {ctg} {\dfrac {\pi }{2p}},&{\text{якщо}}~2<p<\infty .\end{cases}}}
Найпростіший спосіб знаходження найкращої константи {\displaystyle C_{p}} для {\displaystyle p}, яке є степенем {\displaystyle 2}, через так звану рівність Котлара
{\displaystyle {\begin{aligned}(\operatorname {H} f)^{2}=f^{2}+2\operatorname {H} (f\operatorname {H} f)\end{aligned}}}
для всіх дійснозначних функцій {\displaystyle f}.
Ті самі найкращі константи мають місце для періодичного перетворення Гільберта.
З обмеженості перетворення Гільберта випливає {\displaystyle L^{p}(\mathbb {R} )} збіжність симетричного оператора частинної суми
{\displaystyle {\begin{aligned}S_{R}f=\int \limits _{-R}^{R}{\hat {f}}(\xi ){\rm {e}}^{2\pi {\rm {i}}x\xi }{\rm {d}}\xi \end{aligned}}}
для функції {\displaystyle f} з простору {\displaystyle L^{p}(\mathbb {R} )}.

### Антисамоспряженість
Перетворення Гільберта є антисамоспряженим оператором відносно дуального утворення пар між простором {\displaystyle L^{p}(\mathbb {R} )} та дуальним простором {\displaystyle L^{q}(\mathbb {R} )}, де {\displaystyle p} та {\displaystyle q}
— спряжені за Гельдером і {\displaystyle 1<p}, {\displaystyle q<\infty }. У символьній формі
{\displaystyle {\begin{aligned}\left\langle \operatorname {H} u,v\right\rangle =\left\langle u,-\operatorname {H} v\right\rangle \end{aligned}}}
для {\displaystyle u\in L^{p}(\mathbb {R} )} та {\displaystyle v\in L^{q}(\mathbb {R} )}.

### Обернене перетворення
Перетворення Гільберта є антиінволюцією, тобто
{\displaystyle {\begin{aligned}\operatorname {H} (\operatorname {H} (u))=-u\end{aligned}}}
за умови, що кожне перетворення є добре визначеним.
Оскільки оператор {\displaystyle \operatorname {H} } зберігає простір {\displaystyle L^{p}(\mathbb {R} )}, то перетворення Гільберта є оборотне в просторі {\displaystyle L^{p}(\mathbb {R} )} і
{\displaystyle {\begin{aligned}\operatorname {H} ^{-1}=-\operatorname {H} .\end{aligned}}}

### Структура над комплексною площиною
Оскільки {\displaystyle \operatorname {H} ^{2}=-\operatorname {I} } ({\displaystyle \operatorname {I} } — тотожний оператор у дійсному банаховому просторі дійснозначних функцій у просторі {\displaystyle L^{p}(\mathbb {R} )}, то перетворення Гільберта визначає лінійну комплексну структуру в банаховому просторі. Зокрема, при {\displaystyle p=2} перетворення Гільберта надає гільбертовому простору дійснозначних функцій в просторі {\displaystyle L^{2}(\mathbb {R} )} структуру \emph{комплексного} гільбертового простору.
Квантові стани (зокрема, комплексні) перетворення Гільберта допускають за теоремою Пелі—Вінера представлення у вигляді голоморфних функцій у верхній та в нижній півплощинах
у просторі Гарді {\displaystyle \operatorname {H} ^{2}}.

## Згортки
Перетворення Гільберта можна  формально реалізувати як
згортку з узагальненою функцією повільного росту
{\displaystyle {\begin{aligned}h(t)=\operatorname {p.v.} {\frac {1}{\pi \,t}}.\end{aligned}}}
Таким чином, формально можна записати
{\displaystyle \operatorname {H} (u)=h*u.}
Однак, апріорі можна визначити лише для узагальненої функції {\displaystyle u} з компактним носієм. 
З цим можна працювати дещо строгіше, оскільки  функції з компактними носіями(які очевидно є узагальненими) є щільними в просторі {\displaystyle L^{p}}. Як альтернативу можна використати той факт, що {\displaystyle h(t)} є узагальненою похідною від функції {\displaystyle \log {\dfrac {|t|}{\pi }}}, а саме
{\displaystyle {\begin{aligned}\operatorname {H} (u)(t)={\frac {\rm {d}}{{\rm {d}}t}}\left({\frac {1}{\pi }}\left(u*\log {\bigl |}\cdot {\bigr |}\right)(t)\right).\end{aligned}}}
Для більшості обчислювальних задач Перетворення Гільберта можна розглядати як згортку.
Наприклад, у формальному сенсі перетворення Гільберта згортки — це згортка перетворення Гільберта, що застосована лише до одного з множників:
{\displaystyle {\begin{aligned}\operatorname {H} (u*v)=\operatorname {H} (u)*v=u*\operatorname {H} (v).\end{aligned}}}
Це строго коректно, якщо {\displaystyle u} і {\displaystyle v} — це узагальнені функції з компактними носіями, оскільки в цьому випадку
{\displaystyle {\begin{aligned}h*(u*v)=(h*u)*v=u*(h*v).\end{aligned}}}
Таким чином, переходячи до відповідної границі, з теореми Тічмарша  випливає також коректність для {\displaystyle u\in L^{p}} і {\displaystyle v\in L^{q}} за умови, що
{\displaystyle {\begin{aligned}1<{\frac {1}{p}}+{\frac {1}{q}}.\end{aligned}}}

### Інваріантність
У просторі {\displaystyle L^{2}(\mathbb {R} )} перетворення Гільберта має наступні інваріантні властивості:
- Воно комутує зі зсувами, тобто з операторами {\displaystyle \operatorname {T} _{a}f(x)=f(x+a)} для всіх {\displaystyle \alpha \in \mathbb {R} }.
- Воно комутує з додатніми розтягами, тобто з операторами {\displaystyle \operatorname {M} _{\lambda }f(x)=f(\lambda x)} для всіх {\displaystyle \lambda >0}.
- Воно антикомутує з віддзеркаленням {\displaystyle Rf(x)=f(-x)}. Таким чином, з точністю до мультиплікативної константи перетворення Гільберта — це єдиний обмежений оператор у просторі {\displaystyle L^{2}}, який володіє вищезгаданими властивостями.[26] Насправді існує ширша множина операторів, що комутують з перетворенням Гільберта. Група {\displaystyle {\rm {SL}}(2,\mathbb {R} )} дія якої у просторі {\displaystyle L^{2}(\mathbb {R} )} за допомогою унітарних операторів {\displaystyle \operatorname {U} _{g}} визначається формулою

{\displaystyle {\begin{aligned}\operatorname {U} _{g}^{-1}f(x)={\frac {1}{cx+d}}f\left({\frac {ax+b}{cx+d}}\right),\quad g={\begin{bmatrix}a&b\\c&d\end{bmatrix}},\quad {\text{для}}\quad ad-bc=\pm 1.\end{aligned}}}
Унітарне представлення — це приклад
головного представлення ряду групи  {\displaystyle {\rm {SL}}(2,\mathbb {R} )}. У цьому випадку унітарне представлення є звідним, розщепленим як ортогональна сума два інваріантних підпросторів: 
простору Гарді {\displaystyle \operatorname {H} ^{2}} і його дуального простору. Це простори {\displaystyle L^{2}} граничних значень голоморфних функцій на верхній та нижній півплощинах. Простір {\displaystyle H^{2}(\mathbb {R} )} і його дуальний простір у точності складаються з функцій простору {\displaystyle L^{2}(\mathbb {R} )}, що зануляються перетвореннями Фур'є відповідно на від'ємній та додатній частинах дійсної осі. Оскільки перетворення Гільберта дорівнює оператору {\displaystyle \operatorname {H} =-{\rm {i}}(2P-\operatorname {I} )}, де {\displaystyle P} — це ортогональна проєкція з простору {\displaystyle L^{2}(\mathbb {R} )} у простір  {\displaystyle H^{2}(\mathbb {R} )}, {\displaystyle \operatorname {I} } —  тотожний оператор, то з цього випливає, що простір {\displaystyle H^{2}(\mathbb {R} )} і його ортогональний простір є власними просторами оператора {\displaystyle \operatorname {H} } для власних значень {\displaystyle \pm {\rm {i}}}.
Іншими словами оператор {\displaystyle \operatorname {H} } комутує з унітарним оператором {\displaystyle \operatorname {U} _{g}}. Обмеження операторів {\displaystyle \operatorname {U} _{g}} на простір {\displaystyle H^{2}(\mathbb {R} )} і його дуальний простір визначає незвідні представлення групи {\displaystyle {\rm {SL}}(2,\mathbb {R} )} — так названа границя представлень дискретних рядів.

## Розширення області визначення

### Перетворення Гільберта для узагальнених функцій
Перетворення Гільберта можна узагальнити на деякі простори
узагальнених функцій (Pandey, 1996, Chapter 3).
Оскільки перетворення Гільберта комутує з диференціюванням і є обмеженим оператором на просторі {\displaystyle L^{p}}, то оператор {\displaystyle \operatorname {H} }
звужується і отримуємо неперервне перетворення на
проєктивній границіпросторів Соболєва:
{\displaystyle {\begin{aligned}{\mathcal {D}}_{L^{p}}={\underset {n\to \infty }{\underset {\longleftarrow }{\lim }}}W^{n,p}(\mathbb {R} ).\end{aligned}}}
Перетворення Гільберта можна визначити в дуальному просторі простору {\displaystyle {\mathcal {D}}_{L}^{p}}, позначається як {\displaystyle {\mathcal {D}}'_{L^{p}}} і складається  з {\displaystyle L^{p}} узагальнених функцій.
Це досягається за допомогою двоїстості:
для всіх {\displaystyle u\in {\mathcal {D}}'_{L^{p}}} перетворення Гільберта визначається як
{\displaystyle {\begin{aligned}\operatorname {H} (u)\in {\mathcal {D}}'={L^{p}}=\langle \operatorname {H} u,v\rangle \ \triangleq \ \langle u,-\operatorname {H} v\rangle ,\quad {\text{для всіх}}\ v\in {\mathcal {D}}_{L^{p}}.\end{aligned}}}
Перетворення Гільберта можна визначити на просторі
узагальнених функцій повільного росту за допомогою підходу Гельфанда і Шилова, але необхідно значно більше уваги через сингулярність інтегралу.

### Перетворення Гільберта для обмежених функцій
Перетворення Гільберта можна також визначити для функцій з простору {\displaystyle L^{\infty }(\mathbb {R} )}, але це потребує деяких модифікацій та застережень. При правильному розумінні перетворення Гільберта відображає простір {\displaystyle L^{\infty }(\mathbb {R} )} у
банаховий простіркласів функцій з обмеженими середніми коливаннями. При наївній інтерпретації перетворення Гільберта для обмежених функцій очевидно погано визначене.
Наприклад, для функції {\displaystyle u=\operatorname {sgn} (x)} інтеграл, що визначає перетворення Гільберта {\displaystyle \operatorname {H} (u)} є розбіжним майже всюди до {\displaystyle \pm \infty }. Щоб уникнути таких складнощів, перетворення Гільберта для функцій з простору {\displaystyle L^{\infty }}  визначається наступною регуляризованою інтегральною формулою
{\displaystyle {\begin{aligned}\operatorname {H} (u)(t)=\operatorname {p.v.} \int _{-\infty }^{\infty }u(\tau )\left\{h(t-\tau )-h_{0}(-\tau )\right\}\,{\rm {d}}\tau ,\end{aligned}}}
де як і вище {\displaystyle h(x)={\dfrac {1}{\pi x}}} і
{\displaystyle {\begin{aligned}h_{0}(x)={\begin{cases}0&{\text{для}}~|x|<1,\\{\dfrac {1}{\pi x}}&{\text{для}}~|x|\geq 1.\end{cases}}\end{aligned}}}
Модифіковане перетворення Гільберта узгоджується з оригінальним перетворенням Гільберта для функції з компактним носієм виходячи із загального результату Кальдерона і Зигмунда .
Більше того, розглядуваний інтеграл збігається поточково і майже всюди (відносно норми для функцій з обмеженими середніми коливаннями) до функції з обмеженими середніми коливаннями. Глибокий результат роботи Вефермана  полягає в тому, що функція є функцією з обмеженими середніми коливаннями тоді й лише тоді, коли вона має вигляд {\displaystyle +\operatorname {H} (g)} для деяких {\displaystyle f,g\in L^{\infty }(\mathbb {R} )}

## Спряжені функції
Перетворення Гільберта можна зрозуміти в термінах пари функцій {\displaystyle f(x)} і {\displaystyle g(x)} таких, що функція
{\displaystyle {\begin{aligned}F(x)=f(x)+{\rm {i}}g(x)\end{aligned}}}
є розв'язком крайової задачі
голоморфної функції {\displaystyle F(z)} у верхній півплощині. 
За цих умов, якщо функції {\displaystyle f} і {\displaystyle g} є достатньо інтегровані, тоді одна є перетворенням Гільберта іншої. 
Нехай {\displaystyle f\in L^{p}(\mathbb {R} )}, тоді згідно теорії інтеграла Пуассона, функція {\displaystyle f} допускає єдине гармонічне продовження у верхній півплощині, і це продовження визначається як
{\displaystyle {\begin{aligned}u(x+{\rm {i}}y)=u(x,y)={\frac {1}{\pi }}\int _{-\infty }^{\infty }f(s){\frac {y}{(x-s)^{2}+y^{2}}}\,{\rm {d}}s,\end{aligned}}}
тобто згорткою функції {\displaystyle f} з
ядром Пуассона
{\displaystyle {\begin{aligned}P(x,y)={\frac {y}{\pi \left(x^{2}+y^{2}\right)}}.\end{aligned}}}
Більше того, це єдина гармонічна функція {\displaystyle f} визначена у верхній півплощині така, що
{\displaystyle F(z)=u(z)+{\rm {i}}v(z)} є голоморфною і
{\displaystyle {\begin{aligned}\lim _{y\to \infty }v(x+{\rm {i}}y)=0.\end{aligned}}}
Гармонічна функція отримується з функції {\displaystyle f} за допомогою згортки зі спряженим ядром Пуассона
{\displaystyle {\begin{aligned}Q(x,y)={\frac {x}{\pi \left(x^{2}+y^{2}\right)}}.\end{aligned}}}
Отже,
{\displaystyle {\begin{aligned}v(x,y)={\frac {1}{\pi }}\int _{-\infty }^{\infty }f(s){\frac {x-s}{(x-s)^{2}+y^{2}}}\,{\rm {d}}s.\end{aligned}}}
Справді, дійсна та уявна частини ядра Коші мають вигляд
{\displaystyle {\begin{aligned}{\frac {\rm {i}}{\pi z}}=P(x,y)+{\rm {i}}Q(x,y).\end{aligned}}}
Таким чином, {\displaystyle F=u+{\rm {i}}v} є голоморфною за
інтегральною формулою Коші. Функція {\displaystyle v} одержана з функції {\displaystyle u} таким чином, називається гармонічно спряженою до функції {\displaystyle u}. 
(Недотична) границя на межі для функції {\displaystyle v(x,y)} при {\displaystyle y\rightarrow 0} є перетворенням Гільберта функції {\displaystyle f}.
Таким чином,
{\displaystyle {\begin{aligned}\operatorname {H} (f)=\lim _{y\to 0}Q(-,y)\star f.\end{aligned}}}

## Теорема Тітчмарша
Теорема Тітчмарша (названа на честь Е.Ч. Тітчмарша, який включив її у свою роботу 1937 року) уточнює зв'язок між граничними значеннями голоморфних функцій у верхній півплощині та перетворенням Гільберта.
Теорема дає необхідні та достатні умови, щоб комплекснозначна квадратично інтегрована функція {\displaystyle F(x)} на дійсній прямій була граничним значенням функції в просторі Гарді {\displaystyle H^{2}(U)} голоморфних функцій у верхній півплощині {\displaystyle U}.
Теорема стверджує, що наступні умови для комплекснозначної квадратично інтегрованої функції
{\displaystyle F\colon \mathbb {R} \to \mathbb {C} } еквівалентні:
- Функція {\displaystyle F(x)} є границею при {\displaystyle z\rightarrow x} голоморфної функції {\displaystyle F(z)} у верхній півплощині такої, що

{\displaystyle {\begin{aligned}\int _{-\infty }^{\infty }|F(x+{\rm {i}}y)|^{2}\,{\rm {d}}x<K.\end{aligned}}}
- Дійсна і уявна частини функції {\displaystyle F(x)} є перетвореннями Гільберта одна одної.
- Перетворення Фур'є {\displaystyle {\mathcal {F}}(F)(x)} дорівнює нулю при {\displaystyle x<0}.

Більш слабший результат справедливий для функцій з класу Простір Lp при {\displaystyle p>1}. Зокрема, якщо {\displaystyle F(z)} голоморфна функція така, що
{\displaystyle {\begin{aligned}\int _{-\infty }^{\infty }|F(x+{\rm {i}}y)|^{p}\,{\rm {d}}x<K\end{aligned}}}
для всіх {\displaystyle y}, то існує комплекснозначна функція {\displaystyle F(x)} з простору {\displaystyle L^{p}(\mathbb {R} )} така, що {\displaystyle F(x+{\rm {i}}y)\rightarrow F(x)} в нормі простору {\displaystyle L^{p}} при {\displaystyle y\rightarrow 0} (а також збігається поточково майже скрізь. Крім того,
{\displaystyle {\begin{aligned}F(x)=f(x)-{\rm {i}}g(x),\end{aligned}}}
де {\displaystyle f} — це дійснозначна функція в просторі {\displaystyle L^{p}(\mathbb {R} )} і {\displaystyle g} — перетворення Гільберта функції {\displaystyle f} (із класу {\displaystyle L^{p}}). Це не вірно у  випадку {\displaystyle p=1}. Фактично, перетворення Гільберта функції {\displaystyle f} з простору {\displaystyle L^{1}} необов'язково збігається в середньому до іншої функції з простору {\displaystyle L^{1}}.
Тим не менш, перетворення Гільберта функції {\displaystyle f} збігається майже всюди до скінченної функції {\displaystyle g} такої, що
{\displaystyle {\begin{aligned}\int _{-\infty }^{\infty }{\frac {|g(x)|^{p}}{1+x^{2}}}\,{\rm {d}}x<\infty .\end{aligned}}}
Цей результат прямо аналогічний результату Андрія Колмогорова для функцій Гарді на диску. Хоча цей результат зазвичай називають теоремою Тітчмарша, але він об'єднує багато інших робіт, включаючи роботи Гарді, Пелі і Вінера (див. теорему Пелі—Вінера, а також роботи Ріса, Хілле і Тамаркіна.

## Задача Рімана—Гільберта
Одне з формулювань задачі Рімана—Гільберта спрямована на знаходження пар функцій {\displaystyle F_{+}} та {\displaystyle F_{-}} таких, що {\displaystyle F_{+}} є голоморфною у верхній півплощині, а {\displaystyle F_{-}} є голоморфною в нижній півплощині, таких, що для значень {\displaystyle x} вздовж дійсної осі має місце співвідношення
{\displaystyle {\begin{aligned}F_{+}(x)-F_{-}(x)=f(x),\end{aligned}}}
де {\displaystyle f(x)} — деяка задана дійснозначна функція при {\displaystyle x\in \mathbb {R} }. Ліву частину цього співвідношення можна розуміти або як різницю границь функцій {\displaystyle F_{\pm }} з відповідних півплощин, або як гіперфункції розподілу. Дві функції такого вигляду — розв'язки задачі Рімана — Гільберта. Формально, якщо {\displaystyle F_{\pm }} є розв'язками задачі Рімана—Гільберта
{\displaystyle {\begin{aligned}f(x)=F_{+}(x)-F_{-}(x),\end{aligned}}}
то перетворення Гільберта функції {\displaystyle f(x)} визначається як 
{\displaystyle {\begin{aligned}\operatorname {H} (f)(x)=-{\rm {i}}{\big (}F_{+}(x)+F_{-}(x){\big )}.\end{aligned}}}

## Перетворення Гільберта на колі
Див. також: Простір Гарді
Для періодичної функції {\displaystyle f} визначено кругове перетворення Гільберта:
{\displaystyle {\begin{aligned}{\tilde {f}}(x)\triangleq {\frac {1}{2\pi }}\operatorname {p.v.} \int _{0}^{2\pi }f(t)\operatorname {ctg} \left({\frac {x-t}{2}}\right)\,{\rm {d}}t.\end{aligned}}}
Кругове перетворення Гільберта використовується для характеристики простору Гарді та для дослідженні спряженої функції в рядах Фур'є.
Ядро
{\displaystyle {\begin{aligned}\operatorname {ctg} \left({\frac {x-t}{2}}\right)\end{aligned}}}
відоме  як ядро Гільберта, оскільки саме у такому вигляді спочатку досліджувалося перетворення Гільберта.
Ядро Гільберта (для кругового перетворення Гільберта) можна отримати, зробивши ядро Коші {\displaystyle {\dfrac {1}{x}}} періодичним.
Точніше, для {\displaystyle x\neq 0}
{\displaystyle {\begin{aligned}{\frac {1}{2}}\operatorname {ctg} \left({\frac {x}{2}}\right)={\frac {1}{x}}+\sum _{n=1}^{\infty }\left({\frac {1}{x+2n\pi }}+{\frac {1}{x-2n\pi }}\right).\end{aligned}}}
Багато результатів про кругове перетворення Гільберта можна отримати завдяки цьому співвідношенню з відповідних результатів для перетворення Гільберта. Інший більш прямий зв'язок забезпечується за допомогою перетворення Келі {\displaystyle C(x)={\dfrac {x-{\rm {i}}}{x+{\rm {i}}}}}, яке переводить дійсну пряму у коло, а верхню півплощину — у одиничний диск. Перетворення Келі породжується унітарним відображенням
{\displaystyle {\begin{aligned}Uf(x)={\frac {1}{(x+{\rm {i}}){\sqrt {\pi }}}}f(C(x))\end{aligned}}}
з {\displaystyle L^{2}(\mathbb {T} )} в  {\displaystyle L^{2}(\mathbb {R} )}.
Оператор переводить простір Гарді {\displaystyle H^{2}(\mathbb {T} )} в простір Гарді {\displaystyle L^{2}(\mathbb {R} )}.

## Перетворення Гільберта при обробці сигналів

### Теорема Бедросяна
Теорема Бедросяна стверджує, що перетворення Гільберта добутку низькочастотного і високочастотного сигналу зі спектрами, що не перекриваються, задається добутком низькочастотного сигналу і перетворення Гільберта високочастотного сигналу або
{\displaystyle {\begin{aligned}\operatorname {H} \left(f_{\rm {LP}}(t)\cdot f_{\rm {HP}}(t)\right)=f_{\rm {LP}}(t)\cdot \operatorname {H} \left(f_{\rm {HP}}(t)\right),\end{aligned}}}
де {\displaystyle f_{\rm {LP}}} і {\displaystyle f_{\rm {HP}}} — відповідно низько та високочастотні сигнали.Категорія сигналів зв'язку, до якої це відноситься, називається вузькосмуговою моделлю сигналу. Членом цієї категорії є амплітудна модуляція високочастотної синусоїдального носія
{\displaystyle {\begin{aligned}u(t)=u_{m}(t)\cdot \cos(\omega t+\phi ),\end{aligned}}}
де {\displaystyle u_{m}(t)} — вузькосмуговий сигнал повідомлення, наприклад, голос або музика.
Тоді за теоремою Бедросяна
{\displaystyle {\begin{aligned}\operatorname {H} (u)(t)=u_{m}(t)\cdot \sin(\omega t+\phi ).\end{aligned}}}

### Аналітичне представлення
Основна стаття: Аналітичний сигнал
Специфічним типом
спряженої функції є
{\displaystyle {\begin{aligned}u_{a}(t)\triangleq u(t)+{\rm {i}}\cdot \operatorname {H} (u)(t),\end{aligned}}}
відомий як аналітичне представлення функції {\displaystyle u(t)}.
Назва відображає його математичну придатність, здебільшого завдяки
формулі Ейлера. Застосовуючи теорему Бедросяна до вузькосмугової моделі, аналітичне представлення набуває вигляду
| {\displaystyle {\begin{aligned}u_{a}(t)&=u_{m}(t)\cdot \cos(\omega t+\phi )+{\rm {i}}\cdot u_{m}(t)\cdot \sin(\omega t+\phi )\\&=u_{m}(t)\cdot \left[\cos(\omega t+\phi )+{\rm {i}}\cdot \sin(\omega t+\phi )\right]\\&=u_{m}(t)\cdot {\rm {e}}^{{\rm {i}}(\omega t+\phi )}.\end{aligned}}} | \| \| \| \| \| \| \| \| | ( 1 ) |
| |                         |       |
| |                         |       |

Властивість перетворення Фур'є вказує, що ця складна гетеродина операція може зсунути всі від'ємні частотні компоненти {\displaystyle u_{m}(t)} вище {\displaystyle 0} Гц.
У цьому випадку уявна частина результату є перетворенням Гільберта дійсної частини.
Це непрямий спосіб отримання перетворення Гільберта.

### Кутова (фазова/частотна) модуляція
Форма
{\displaystyle {\begin{aligned}u(t)=A\cdot \cos(\omega t+\phi _{m}(t))\end{aligned}}}
називається кутовою модуляцією, який включає як фазову модуляціяю так і частотну модуляцію. Миттєва частота дорівнює {\displaystyle \omega +\phi '_{m}(t)}. Для досить великих {\displaystyle \omega } порівняно з {\displaystyle \phi '_{m}}:
{\displaystyle {\begin{aligned}\operatorname {H} (u)(t)\approx A\cdot \sin(\omega t+\phi _{m}(t))\end{aligned}}}
і
{\displaystyle {\begin{aligned}u_{a}(t)\approx A\cdot {\rm {e}}^{{\rm {i}}(\omega t+\phi _{m}(t))}.\end{aligned}}}

### Односмугова модуляція
Основна стаття: Односмугова модуляція
Якщо {\displaystyle u_{m}(t)} в рівнянні Eq.1 є також аналітичним представленням (форма сигналу повідомлення), тобто
{\displaystyle {\begin{aligned}u_{m}(t)=m(t)+{\rm {i}}\cdot {\widehat {m}}(t),\end{aligned}}}
то результат
Односмуговою модуляцією:
{\displaystyle {\begin{aligned}u_{a}(t)=(m(t)+{\rm {i}}\cdot {\widehat {m}}(t))\cdot e^{{\rm {i}}(\omega t+\phi )},\end{aligned}}}
передана компонента якої дорівнює
{\displaystyle {\begin{aligned}{\begin{aligned}u(t)&=\operatorname {Re} \{u_{a}(t)\}\\&=m(t)\cdot \cos(\omega t+\phi )-{\widehat {m}}(t)\cdot \sin(\omega t+\phi ).\end{aligned}}\end{aligned}}}

### Казуальність
Функція {\displaystyle h(t)={\dfrac {1}{\pi t}}} представляє дві проблеми до практичної реалізації у вигляді згортки
- Її тривалість нескінченна (технічно нескінчений носій). Замість цього необхідно використовувати наближення скінченної довжини.

Але віконна довжина також зменшує ефективний частотний діапазон перетворення.  Чим менше вікно, тим більші втрати на низьких і високих частотах.
Див. також
квадратурний фільтр.
- Це некаузальний фільтр[en]. Отже, необхідна версія із запізненням, {\displaystyle h(t-\tau )}. Відповідний вихід згодом затримується на {\displaystyle \tau }. При створенні уявної частини аналітичного сигналу[en], джерело (дійсна частина) має мати запізнення на еквівалентну величину.

### Дискретне перетворення Гільберта
Для дискретної функції {\displaystyle u[n]} з дискретним за часом перетворенням Фур'є  (DTFT), {\displaystyle U(\omega )}, і дискретне перетворення Гільберта {\displaystyle {\hat {u}}[n]}, DTFT функції {\displaystyle {\hat {u}}[n]} в області {\displaystyle -\pi <\omega <\pi } визначається як
{\displaystyle {\begin{aligned}\operatorname {DTFT} ({\hat {u}})=U(\omega )\cdot (-{\rm {i}}\cdot \operatorname {sgn} (\omega )).\end{aligned}}}
Обернене DTFT, використовуючи теорему про згортки, має вигляд:
{\displaystyle {\begin{aligned}{\begin{aligned}{\hat {u}}[n]&=\operatorname {DTFT} ^{-1}(U(\omega ))*\operatorname {DTFT} ^{-1}(-{\rm {i}}\cdot \operatorname {sgn} (\omega ))\\&=u[n]*{\frac {1}{2\pi }}\int _{-\pi }^{\pi }(-{\rm {i}}\cdot \operatorname {sgn} (\omega ))\cdot {\rm {e}}^{{\rm {i}}\omega n}\,{\rm {d}}\omega \\&=u[n]*\underbrace {{\frac {1}{2\pi }}\left[\int _{-\pi }^{0}{\rm {i}}\cdot {\rm {e}}^{{\rm {i}}\omega n}\,{\rm {d}}\omega -\int _{0}^{\pi }{\rm {i}}\cdot {\rm {e}}^{{\rm {i}}\omega n}\,{\rm {d}}\omega \right]} _{h[n]},\end{aligned}}\end{aligned}}}
де
{\displaystyle {\begin{aligned}h[n]\triangleq {\begin{cases}0,&{\text{якщо }}n{\text{ парне}},\\{\dfrac {2}{\pi n}},&{\text{якщо }}n{\text{ непарне}},\end{cases}}\end{aligned}}}
...